# Eccellenza Toscana 2017-2018
Il campionato italiano di calcio di Eccellenza regionale 2017-2018 è stato il ventisettesimo organizzato in Italia. Rappresenta il quinto livello del calcio italiano.

## Stagione

### Conseguenze dello scandalo combine
A seguito delle sentenze relative allo scandalo scoppiato nel dicembre 2017, relativo alle combine avvenute nella stagione 2016-2017, la Sestese fu declassata dal terzo all'ultimo posto del girone B, con la conseguente retrocessione in Promozione e il ripescaggio della Bucinese. Dopo aver presentato ricorso al collegio di garanzia del CONI, il Badesse venne ripescato per poter disputare il campionato di Eccellenza.

## Girone A

### Squadre partecipanti
| Club                   | Città (provincia)                 | Stadio                          | Stagione precedente               |
| ---------------------- | --------------------------------- | ------------------------------- | --------------------------------- |
| Atletico Cenaia        | Cenaia di Crespina Lorenzana (PI) | Stadio Vittorio Pennati         | 5º posto in Eccellenza Toscana/A  |
| Atletico Piombino      | Piombino (LI)                     | Stadio Magona d'Italia          | 3º posto in Eccellenza Toscana/A  |
| Castelfiorentino       | Castelfiorentino (FI)             | Stadio Comunale                 | 10º posto in Eccellenza Toscana/A |
| Castelnuovo Garfagnana | Castelnuovo di Garfagnana (LU)    | Stadio Alessio Nardini          | 1º posto in Promozione Toscana/A  |
| Cuoiopelli             | Santa Croce sull'Arno (PI)        | Stadio Libero Masini            | 7º posto in Eccellenza Toscana/A  |
| Fucecchio              | Fucecchio (FI)                    | Stadio comunale Filippo Corsini | 1º posto in Promozione Toscana/C  |
| Gambassi               | Gambassi Terme (FI)               | Stadio Comunale                 | 8º posto in Eccellenza Toscana/A  |
| Grosseto               | Grosseto                          | Stadio Carlo Zecchini           | 2º posto in Eccellenza Toscana/A  |
| Larcianese             | Larciano (PT)                     | Stadio Idilio Cei               | 11º posto in Eccellenza Toscana/A |
| Marina La Portuale     | Marina di Carrara (MS)            | Stadio dei Pini                 | 14º posto in Eccellenza Toscana/A |
| Poggibonsi             | Poggibonsi (SI)                   | Stadio Stefano Lotti            | 18º posto in Serie D/D            |
| Ponte Buggianese       | Ponte Buggianese (PT)             | Stadio Sandro Pertini           | 15º posto in Eccellenza Toscana/A |
| Sangimignano           | San Gimignano (SI)                | Stadio Santa Lucia              | 4º posto in Eccellenza Toscana/A  |
| San Marco Avenza       | Avenza di Carrara (MS)            | Centro Sportivo Nuova Covetta   | 6º posto in Eccellenza Toscana/A  |
| San Miniato Basso      | San Miniato Basso (PI)            | Stadio Massimo Pagni            | 2º posto in Promozione Toscana/C  |
| Urbino Taccola         | Uliveto Terme di Vicopisano (PI)  | Stadio Giuliano Taccola         | 9º posto in Eccellenza Toscana/A  |

### Classifica
|  | Pos. | Squadra                | Pt | G  | V  | N  | P  | GF | GS | DR  |
|  | ---- | ---------------------- | -- | -- | -- | -- | -- | -- | -- | --- |
|  | 1.   | Sangimignano           | 68 | 30 | 21 | 5  | 4  | 57 | 20 | +37 |
|  | 2.   | Cuoiopelli             | 68 | 30 | 20 | 8  | 2  | 60 | 25 | +35 |
|  | 3.   | Grosseto               | 59 | 30 | 16 | 11 | 3  | 43 | 19 | +24 |
|  | 4.   | Poggibonsi (-3)        | 50 | 30 | 15 | 8  | 7  | 41 | 24 | +17 |
|  | 5.   | San Miniato Basso      | 41 | 30 | 10 | 11 | 9  | 34 | 30 | +4  |
|  | 6.   | Atletico Piombino      | 41 | 30 | 12 | 5  | 13 | 39 | 43 | -4  |
|  | 7.   | San Marco Avenza       | 38 | 30 | 10 | 8  | 12 | 34 | 37 | -3  |
|  | 8.   | Atletico Cenaia        | 38 | 30 | 11 | 5  | 14 | 35 | 43 | -8  |
|  | 9.   | Marina La Portuale     | 38 | 30 | 10 | 8  | 12 | 26 | 34 | -8  |
|  | 10.  | Castelfiorentino       | 38 | 30 | 10 | 8  | 12 | 24 | 29 | -5  |
|  | 11.  | Castelnuovo Garfagnana | 37 | 30 | 9  | 10 | 11 | 31 | 33 | -2  |
|  | 12.  | Ponte Buggianese       | 36 | 30 | 9  | 9  | 12 | 33 | 39 | -6  |
|  | 13.  | Fucecchio              | 34 | 30 | 8  | 10 | 12 | 31 | 26 | +5  |
|  | 14.  | Larcianese             | 25 | 30 | 7  | 4  | 19 | 22 | 45 | -23 |
|  | 15.  | Gambassi               | 24 | 30 | 6  | 6  | 18 | 24 | 53 | -29 |
|  | 16.  | Urbino Taccola         | 22 | 30 | 6  | 4  | 20 | 25 | 59 | -34 |

Legenda
      Promossa in Serie D 2018-2019.
      Ammessa ai play-off nazionali.
 Partecipa ai play-off o ai play-out.
      Retrocesse in Promozione 2018-2019.
Regolamento:
Tre punti a vittoria, uno a pareggio, zero a sconfitta.
In caso di arrivo di due squadre a pari punti, la promozione o retrocessione diretta verrà assegnata mediante spareggio in campo neutro, con eventuali tempi supplementari e calci di rigore.
In caso di arrivo di tre o più squadre a pari punti, verrà stilata la classifica avulsa tra le squadre interessate, con spareggio tra le due meglio classificate, per la promozione, o tra le due peggio classificate, per la retrocessione. Essa prevede, in ordine, i seguenti criteri:
- Punti negli scontri diretti.
- Differenza reti negli scontri diretti.
- Differenza reti generale.
- Reti realizzate in generale.
- Sorteggio.

Note:
Il Poggibonsi ha scontato 3 punti di penalizzazione.

### Risultati

#### Tabellone
|                        | APi  | Cas  | CaG  | Cen  | Cuo  | Fuc  | Gam  | Gro  | Lar  | Mar  | Pog  | Pon  | SGi  | SMa  | SMi  | Urb  |
| ---------------------- | ---- | ---- | ---- | ---- | ---- | ---- | ---- | ---- | ---- | ---- | ---- | ---- | ---- | ---- | ---- | ---- |
| Atletico Piombino      | –––– | 1-1  | 0-3  | 3-0  | 0-1  | 1-0  | 1-0  | 2-0  | 0-1  | 2-2  | 2-0  | 1-2  | 0-1  | 1-0  | 2-1  | 3-1  |
| Castelfiorentino       | 3-0  | –––– | 2-0  | 0-1  | 0-0  | 1-2  | 0-0  | 0-0  | 0-0  | 0-0  | 3-2  | 0-0  | 1-1  | 1-0  | 3-1  | 2-0  |
| Castelnuovo Garfagnana | 2-0  | 2-0  | –––– | 1-1  | 0-0  | 0-2  | 0-1  | 3-3  | 3-0  | 1-1  | 0-0  | 1-1  | 0-3  | 1-1  | 2-1  | 1-1  |
| Cenaia                 | 3-1  | 3-0  | 2-1  | –––– | 0-1  | 1-0  | 4-1  | 0-0  | 1-1  | 3-1  | 1-2  | 2-0  | 0-0  | 1-2  | 0-2  | 1-0  |
| Cuoiopelli             | 2-1  | 2-1  | 1-0  | 5-1  | –––– | 3-0  | 6-0  | 2-2  | 2-1  | 2-1  | 0-4  | 3-0  | 3-1  | 3-3  | 0-0  | 3-1  |
| Fucecchio              | 3-1  | 0-1  | 0-1  | 0-1  | 1-2  | –––– | 0-1  | 0-0  | 0-1  | 0-0  | 1-1  | 0-0  | 0-2  | 4-1  | 1-1  | 4-0  |
| Gambassi               | 1-4  | 0-2  | 1-2  | 4-2  | 0-2  | 1-1  | –––– | 0-1  | 0-2  | 1-2  | 3-2  | 2-3  | 1-3  | 1-0  | 0-2  | 1-0  |
| Grosseto               | 3-0  | 2-0  | 3-0  | 3-0  | 1-1  | 2-1  | 2-0  | –––– | 2-0  | 1-1  | 0-0  | 4-2  | 0-1  | 2-1  | 0-0  | 2-0  |
| Larcianese             | 1-2  | 0-1  | 0-1  | 2-1  | 0-2  | 0-3  | 3-1  | 0-1  | –––– | 1-0  | 0-3  | 0-1  | 0-2  | 2-1  | 1-1  | 1-3  |
| Marina La Portuale     | 1-0  | 1-0  | 1-0  | 1-0  | 1-2  | 0-4  | 0-0  | 2-2  | 0-0  | –––– | 1-0  | 1-0  | 1-2  | 1-0  | 0-1  | 3-1  |
| Poggibonsi             | 2-1  | 1-0  | 1-3  | 1-0  | 0-0  | 0-0  | 3-2  | 1-1  | 1-0  | 4-1  | –––– | 1-0  | 1-0  | 0-0  | 0-1  | 4-1  |
| Ponte Buggianese       | 2-2  | 3-0  | 1-0  | 2-1  | 0-4  | 1-2  | 0-1  | 0-1  | 0-2  | 1-2  | 0-2  | –––– | 1-3  | 1-1  | 1-0  | 5-0  |
| Sangimignano           | 2-2  | 3-0  | 3-2  | 4-0  | 3-1  | 0-0  | 2-0  | 0-2  | 3-0  | 1-0  | 0-1  | 1-1  | –––– | 3-1  | 1-0  | 4-0  |
| San Marco Avenza       | 1-1  | 3-0  | 2-1  | 3-3  | 0-3  | 2-1  | 2-0  | 0-1  | 2-1  | 2-0  | 2-0  | 0-0  | 2-3  | –––– | 0-2  | 1-0  |
| San Miniato Basso      | 4-2  | 1-0  | 0-0  | 1-0  | 1-1  | 1-1  | 1-1  | 1-2  | 5-2  | 1-0  | 1-1  | 2-2  | 0-2  | 0-0  | –––– | 2-3  |
| Urbino Taccola         | 1-2  | 0-1  | 1-1  | 1-2  | 2-3  | 0-0  | 1-1  | 1-0  | 2-1  | 2-1  | 0-3  | 1-3  | 0-3  | 0-1  | 2-0  | –––– |

### Spareggi

#### Spareggio promozione
|              | Risultati     |            | Luogo e data                     |
| ------------ | ------------- | ---------- | -------------------------------- |
| Sangimignano | 0-0 (2-1 dcr) | Cuoiopelli | Castelfiorentino, 29 aprile 2018 |
|              |               |            |                                  |

#### Play-off

##### Tabellone
|  | Semifinali | Semifinali | Semifinali |          |   | Finale     | Finale | Finale |  |
|  |            |            |            |          |   |            |        |        |  |
|  | 3          | Grosseto   | 4          |          |   |            |        |        |  |
|  | 3          | Grosseto   | 4          |          |   |            |        |        |  |
|  | 4          | Poggibonsi | 0          |          |   |            |        |        |  |
|  | 4          | Poggibonsi | 0          |          | 2 | Cuoiopelli | 2      |        |  |
|  |            |            |            |          | 2 | Cuoiopelli | 2      |        |  |
|  |            |            |            | Grosseto | 0 |            |        |        |  |

##### Semifinale
|          | Risultati |            | Luogo e data            |
| -------- | --------- | ---------- | ----------------------- |
| Grosseto | 4-0       | Poggibonsi | Grosseto, 6 maggio 2018 |
|          |           |            |                         |

##### Finale
|            | Risultati |          | Luogo e data                        |
| ---------- | --------- | -------- | ----------------------------------- |
| Cuoiopelli | 2-0       | Grosseto | Colle di Val d'Elsa, 13 maggio 2018 |
|            |           |          |                                     |

#### Play-out
|           | Risultati |            | Luogo e data              |
| --------- | --------- | ---------- | ------------------------- |
| Fucecchio | 2-0       | Larcianese | Fucecchio, 29 aprile 2018 |
|           |           |            |                           |

## Girone B

### Squadre partecipanti
| Club             | Città (provincia)               | Stadio                          | Stagione precedente               |
| ---------------- | ------------------------------- | ------------------------------- | --------------------------------- |
| Aglianese        | Agliana (PT)                    | Stadio Germano Bellucci         | 1º posto in Promozione Toscana/A  |
| Antella '99      | Antella di Bagno a Ripoli (FI)  | Campo sportivo CRC Antella      | 1º posto in Promozione Toscana/B  |
| Badesse          | Badesse di Monteriggioni (SI)   | Campo sportivo comunale         | 2º posto in Promozione Toscana/B  |
| Baldaccio Bruni  | Anghiari (AR)                   | Stadio Saverio Zanchi           | 2º posto in Eccellenza Toscana/B  |
| Bucinese         | Bucine (AR)                     | Stadio Comunale                 | 5º posto in Eccellenza Toscana/B  |
| Castiglionese    | Castiglion Fiorentino (AR)      | Stadio Emanuele Faralli         | 6º posto in Eccellenza Toscana/B  |
| Fortis Juventus  | Borgo San Lorenzo (FI)          | Stadio Giacomo Romanelli        | 8º posto in Eccellenza Toscana/B  |
| Grassina         | Grassina di Bagno a Ripoli (FI) | Stadio Comunale Andrea Pazzagli | 4º posto in Eccellenza Toscana/B  |
| Jolly Montemurlo | Montemurlo (PO)                 | Stadio Aldo Nelli               | 13º posto in Serie D/E            |
| Lastrigiana      | Lastra a Signa (FI)             | Stadio Comunale                 | 11º posto in Eccellenza Toscana/B |
| Porta Romana     | Firenze                         | Stadio delle Due Strade         | 10º posto in Eccellenza Toscana/B |
| Sestese          | Sesto Fiorentino (FI)           | Stadio Piero Torrini            | 14º posto in Eccellenza Toscana/B |
| Signa            | Signa (FI)                      | Stadio del Bisenzio             | 9º posto in Eccellenza Toscana/B  |
| Sinalunghese     | Sinalunga (SI)                  | Stadio Carlo Angeletti          | 7º posto in Eccellenza Toscana/B  |
| Valdarno         | Figline Valdarno (FI)           | Stadio Goffredo Del Buffa       | 12º posto in Eccellenza Toscana/B |
| Zenith Audax     | Prato                           | Stadio Bruno Chiavacci          | 7º posto in Eccellenza Toscana/B  |

### Classifica
|  | Pos. | Squadra          | Pt | G  | V  | N  | P  | GF | GS | DR  |
|  | ---- | ---------------- | -- | -- | -- | -- | -- | -- | -- | --- |
|  | 1.   | Aglianese        | 65 | 30 | 19 | 8  | 3  | 53 | 21 | +32 |
|  | 2.   | Porta Romana     | 57 | 30 | 16 | 9  | 5  | 52 | 27 | +25 |
|  | 3.   | Fortis Juventus  | 56 | 30 | 16 | 8  | 6  | 57 | 41 | +16 |
|  | 4.   | Sinalunghese     | 55 | 30 | 16 | 7  | 7  | 41 | 24 | +17 |
|  | 5.   | Grassina         | 51 | 30 | 15 | 6  | 9  | 51 | 44 | +7  |
|  | 6.   | Valdarno         | 47 | 30 | 13 | 8  | 9  | 38 | 35 | +3  |
|  | 7.   | Baldaccio Bruni  | 41 | 30 | 11 | 8  | 11 | 39 | 32 | +7  |
|  | 8.   | Zenith Audax     | 36 | 30 | 10 | 6  | 14 | 47 | 48 | -1  |
|  | 9.   | Signa            | 34 | 30 | 8  | 10 | 12 | 33 | 42 | -9  |
|  | 10.  | Castiglionese    | 34 | 30 | 9  | 7  | 14 | 31 | 42 | -9  |
|  | 11.  | Antella '99      | 33 | 30 | 9  | 6  | 15 | 37 | 54 | -17 |
|  | 12.  | Lastrigiana      | 32 | 30 | 8  | 8  | 14 | 33 | 46 | -13 |
|  | 13.  | Bucinese         | 31 | 30 | 8  | 7  | 15 | 38 | 46 | -8  |
|  | 14.  | Badesse          | 27 | 30 | 8  | 3  | 19 | 39 | 53 | -14 |
|  | 15.  | Jolly Montemurlo | 10 | 30 | 3  | 1  | 26 | 24 | 83 | -59 |
|  | 16.  | Sestese          | 56 | 30 | 16 | 8  | 6  | 51 | 26 | +25 |

Legenda
      Promossa in Serie D 2018-2019.
 Ammessa ai play-off nazionali.
 Partecipa ai play-off o ai play-out.
      Retrocesse in Promozione 2018-2019.
Regolamento:
Tre punti a vittoria, uno a pareggio, zero a sconfitta.
In caso di arrivo di due squadre a pari punti, la promozione o retrocessione diretta verrà assegnata mediante spareggio in campo neutro, con eventuali tempi supplementari e calci di rigore.
In caso di arrivo di tre o più squadre a pari punti, verrà stilata la classifica avulsa tra le squadre interessate, con spareggio tra le due meglio classificate, per la promozione, o tra le due peggio classificate, per la retrocessione. Essa prevede, in ordine, i seguenti criteri:
- Punti negli scontri diretti.
- Differenza reti negli scontri diretti.
- Differenza reti generale.
- Reti realizzate in generale.
- Sorteggio.

Note:
La Sestese retrocessa all'ultimo posto per illecito sportivo.
Il Badesse poi ripescato in Eccellenza Toscana 2018-2019.

### Spareggi

#### Play-off

##### Turno preliminare
|                 | Risultati |          | Luogo e data                      |
| --------------- | --------- | -------- | --------------------------------- |
| Fortis Juventus | 2-1       | Valdarno | Borgo San Lorenzo, 22 aprile 2018 |
| Sinalunghese    | 2-2 (dts) | Grassina | Sinalunga, 22 aprile 2018         |
|                 |           |          |                                   |

##### Tabellone
|  | Semifinali | Semifinali         | Semifinali   |              |                 | Finale          | Finale | Finale |  |
|  |            |                    |              |              |                 |                 |        |        |  |
|  | 3          | Sestese            | 1            |              |                 |                 |        |        |  |
|  | 3          | Sestese            | 1            |              |                 |                 |        |        |  |
|  | 4          | Fortis Juventus    | 2            |              |                 |                 |        |        |  |
|  | 4          | Fortis Juventus    | 2            |              | Fortis Juventus | Fortis Juventus | 0      |        |  |
|  |            |                    |              |              | Fortis Juventus | Fortis Juventus | 0      |        |  |
|  |            |                    | Sinalunghese | Sinalunghese | 1               |                 |        |        |  |
|  | 2          | Porta Romana       | Sinalunghese | Sinalunghese | 1               | 1               |        |        |  |
|  | 2          | Porta Romana       |              |              |                 |                 |        |        |  |
|  | 5          | Sinalunghese (dts) | 2            |              |                 |                 |        |        |  |

##### Semifinali
|              | Risultati |                 | Luogo e data                     |
| ------------ | --------- | --------------- | -------------------------------- |
| Porta Romana | 1-2 (dts) | Sinalunghese    | Firenze, 29 aprile 2018          |
| Sestese      | 1-2       | Fortis Juventus | Sesto Fiorentino, 29 aprile 2018 |
|              |           |                 |                                  |

##### Finale
|                 | Risultati |              | Luogo e data                         |
| --------------- | --------- | ------------ | ------------------------------------ |
| Fortis Juventus | 0-1       | Sinalunghese | San Giovanni Valdarno, 6 maggio 2018 |
|                 |           |              |                                      |

#### Play-out
|             | Risultati |          | Luogo e data                   |
| ----------- | --------- | -------- | ------------------------------ |
| Antella '99 | 2-1 (dts) | Badesse  | Antella, 22 aprile 2018        |
| Lastrigiana | 2-1 (dts) | Bucinese | Lastra a Signa, 22 aprile 2018 |
|             |           |          |                                |